# Danila So Delgado
Danila Patricia So Delgado Pinto, más conocida como Danila So Delgado (Venteira, Lisboa, 19 de septiembre de 2001), es una jugadora de balonmano española que juega para la selección española y CS Gloria 2018.

## Trayectoria
Criada en la cantera del equipo aragonés del Balonmano Colores, en el que empezó con 8 años a las órdenes de Miguel Mendo y que le mantuvo en este deporte en sus primeros años.
En 2018 y con 17 años, hizo la pretemporada con el Super Amara Bera Bera. El equipo vasco se fijó en ella tras destacar en las categorías inferiores de la selección.
Inició su trayectoria en balonmano semi profesional en el Sant Quirze, jugando en la División de Honor Plata. En el equipo catalán sufrió la rotura del ligamento cruzado anterior. Fichó, para la temporada 2020-21, por el Aula Valladolid, con el que estuvo dos temporadas al cargo del incombustible Miguel Ángel Peñas, que destacó de ella su gran proyección y su capacidad de jugar en ambos laterales o extremos.
Tras una gran segunda temporada en el Aula Valladolid, dónde firmó 87 goles en su primer año en el equipo vallisoletana ficha por la escuadra franjiverde del Club Balonmano Elche de la mano de Joaquín Rocamora, que la identificó como una primera línea muy del estilo de su equipo.
Su primera participación en Europa tuvo lugar en su primera temporada con el Balonmano Elche, donde llegó hasta las semifinales de la EHF European Cup. En su segunda temporada se alzó con el subcampeonato de liga y levantó la EHF European Cup, además de convertirse en una fija en las llamadas de Ambros Martín a la selección española. En la temporada 2023-24 también se alzó con el XIV Trofeo Vicen Muñoz.
Para la temporada 2024-24 fichó por el CS Gloria 2018.

### Clubes
- – 2018: Balonmano Colores
- 2019 – 2020: Club Balonmano Sant Quirze
- 2020 – 2022: Aula Valladolid
- 2022 – 2024: Club Balonmano Elche
- 2024 – : CS Gloria 2018

#### Datos (a fecha 11 de junio de 2024)[10]
|          | Liga | Copa | EHF |
| -------- | ---- | ---- | --- |
| Partidos | 96   | 14   | 20  |
| Goles    | 426  | 48   | 113 |

### Selección española
Internacional junior y juvenil, fue llamada por Ambros Martín para participar con las Guerreras por primera vez el 27 de julio de 2023 en un partido amistoso ante la Selección Rumana. Su primer gol con la Selección fue ante el mismo rival, la selección de Rumanía, dos días después, anotando 6 goles en ese partido.
Fue parte del combinado nacional llamado para el Torneo Internacional de España del 2023, celebrado en Santander, antesala del Campeonato del Mundo de 2023 celebrado en Dinamarca, Noruega y Suecia.

## Galardones

### Títulos
- 1 x Copa Europea de la EHF (2023/24)[16]

### Individuales
- Mejor Lateral Derecho de la Liga (2022-23)
- Mejor Joven Promesa DHF (2020-21)
- XIV Trofeo Vicen Muñoz (2023-24)
- MVP Liga Guerreras Iberdrola (2023-24)[17]
- Mejor lateral izquierdo de la Liga Guerreras Iberdrola (2023-24)[17]

## Vida
Sus padres son naturales de Guinea-Bisáu y fueron internacionales con su país en sus respectivas selecciones de fútbol. Tiene estudios de criminologíay habla español, portugués, inglés y perfecciona el francés. Sus hermanos pequeños, Edson so Delgado y Sidney so Delgado, son jugadores de futbol.
Su mayor referencia es Shandy Barbosa (entre otras cosas porque fue la primera mujer negra que vio jugar con la Selección). Sueña con disputar unos Juegos Olímpicos con España.